# 耶律金山
耶律金山（12世纪？—1217年），契丹人，本来是耶律留哥的部属。1215年，耶律留哥投靠了成吉思汗，而耶律留哥的弟弟耶律厮不杀死蒙古使者，于1216年在澄州（今辽宁海城）称帝，国号辽，年号天威。后来不久，耶律厮不为其下所杀，丞相耶律乞奴监国。金国派兵来攻，耶律乞奴战败，东渡鸭绿江，被耶律金山所杀。耶律金山在高丽境内自称大辽收国王，年号天德（一作天成）。高丽国王高麗高宗派金就砺在延州将耶律金山击败。耶律金山转至高丽西京平壤，渡大同江。1217年，被部下统古与杀害。